# Crossings (Herbie Hancock)
Crossings is het tiende studioalbum van de Amerikaanse jazzpianist Herbie Hancock. Het werd in februari 1972 opgenomen en uitgebracht op eind mei 1972.

## Productie
Crossings is het tweede album in Herbie Hancocks Mwandishi-periode. Omdat het eerste album Mwandishi slecht aansloeg bij het grote publiek stelde producer David Rubinson voor een synthesizer te gebruiken. Elektronica werd namelijk vaak geassocieerd met psychedelische rock en progressive rock, beide populaire muziekstijlen in het begin van de jaren 70. Patrick Gleeson werd ingeschakeld om met een Moog synthesizer Herbie Hancock op toetsen te begeleiden. Hancock was aanvankelijk sceptisch, maar raakte tijdens de opnames dermate onder de indruk van de synthesizer dat hij het voor latere albums zelf ook gebruikte.

## Bezetting en tracklist
Herbie Hancocks sextet
- Mwandishi / Herbie Hancock -  piano, elektrische piano, mellotron, percussie
- Mganga / Eddie Henderson - trompet, bugel, percussie
- Jabali / Billy Hart - drums, percussie
- Pepo Mtoto / Julian Priester - contrabas, tenortrombone, alttrombone, percussie
- Mchezaji / Buster Williams - basgitaar, contrabas, percussie
- Mwile / Bennie Maupin - sopraansaxofoon, altfluit, basklarinet, piccolo, percussie

met
- Patrick Gleeson - Moog synthesizer
- Victor Pontoja - Congas
- Candy Love, Sandra Stevens, Della Horne, Victoria Domagalski, Scott Breach - stemmen

| Nr. | Titel                                           | Duur  |
| --- | ----------------------------------------------- | ----- |
| 1.  | Sleeping Giant (Geschreven door Herbie Hancock) | 24:50 |
| 2.  | Quasar (Geschreven door Bennie Maupin)          | 7:27  |
| 3.  | Water Torture (Geschreven door Bennie Maupin)   | 14:04 |